# Nikólaos Panayotópoulos
Nikólaos Panayotópoulos (en grec Νικόλαος Παναγιωτόπουλος), né le 18 août 1965 à Kavala en Grèce, est un homme politique grec.
De 2019 à 2023, il est ministre de la Défense nationale.

## Biographie
Aux élections législatives grecques de janvier 2015, il est élu député au Parlement grec sur la liste de la Nouvelle Démocratie dans la circonscription de Kavala.